# 121716 Victorsank
121716 Victorsank è un asteroide della fascia principale. Scoperto nel 1999, presenta un'orbita caratterizzata da un semiasse maggiore pari a 3,1762874 UA e da un'eccentricità di 0,1757272, inclinata di 15,81333° rispetto all'eclittica.